# Margaret C. Roberts
Margaret Curtis Shipp Roberts (17 de diciembre de 1846 - 13 de marzo de 1926) fue una obstetra estadounidense y una de las primeras mujeres de Utah en recibir un título de médico. Brigham Young, el líder de La Iglesia de Jesucristo de los Santos de los Últimos Días, la instó a estudiar medicina para abordar las crecientes tasas de mortalidad durante el parto. Trabajó en la práctica privada de 1883 a 1922 y capacitó a más de 600 enfermeras y parteras en la Escuela de Enfermería de la Sociedad de Socorro de 1899 a 1919. En 1888, fundó y se desempeñó como editora de Salt Lake Sanitarian, una de las primeras revistas médicas de Utah. Estaba en un matrimonio polígamo con B. H. Roberts, quien fue elegido congresista por el distrito general de Utah; sin embargo, la Cámara de Representantes se negó a otorgarle un escaño debido a su poligamia.

## Primeros año y educación
Margaret Curtis fue la segunda hija de Theodore Curtis y Margaret (de soltera Martin). Nació el 17 de diciembre de 1846 en St. Louis, Misuri, y se mudó con su familia a Utah. Sus padres trabajaron en cardado de lana y sastrería una vez en Utah. : 139 
Cuando Roberts era niña, Brigham Young la invitó a asistir a la escuela con sus hijos. Su padre contrajo matrimonio plural con Jane Mace en 1861, exponiendo a Roberts a la poligamia a una edad temprana. : 139 
Debido al aumento de las tasas de mortalidad de bebés y madres durante el parto, el líder SUD Brigham Young pidió a las mujeres en relaciones polígamas que ya habían tenido hijos que viajaran a Filadelfia y obtuvieran sus títulos médicos en el Colegio Médico de Mujeres de Pensilvania. Roberts fue la segunda en asistir en 1875 después de Romania B. Pratt Penrose, pero regresó a casa poco después debido a la nostalgia. La primera esposa polígama de su esposo, Ellis Reynolds Shipp, ocupó su lugar en la escuela. : 156 Finalmente, Roberts regresó a Filadelfia y obtuvo su título de doctora en Medicina en 1883.

## Carrera

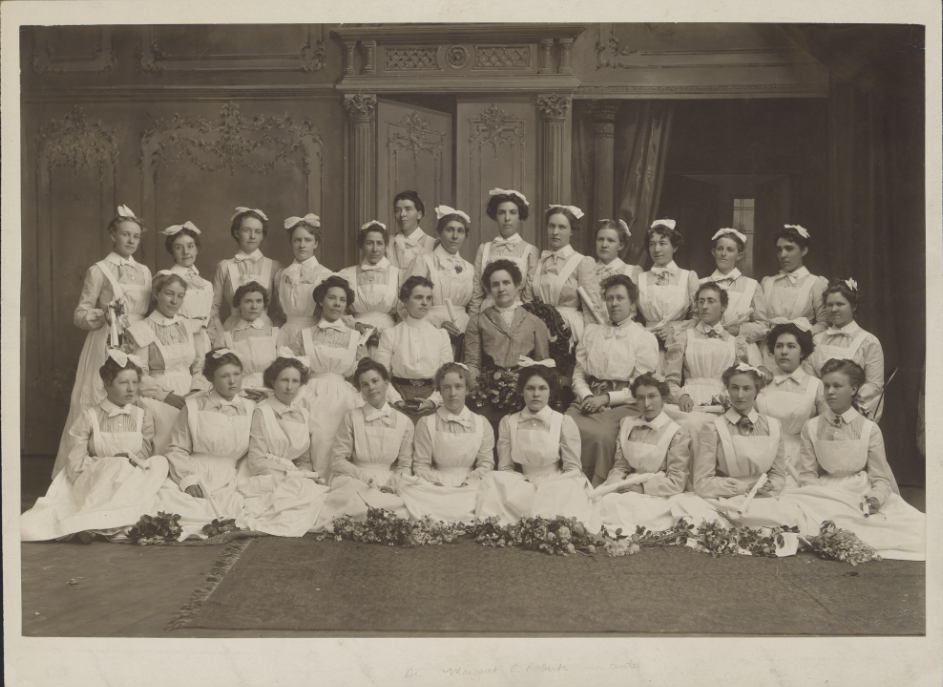
Dra. Margaret C. Roberts con la clase de enfermería de la Sociedad de Socorro de 1900.

Trabajó como médica itinerante y realizó cirugías menores en el condado de Salt Lake, Utah. Con la ayuda de Romania Pratt Penrose, Roberts estableció una práctica privada desde 1883 hasta 1922. Ayudó a establecer la Escuela de Enfermería de la Sociedad de Socorro y enseñó cursos de enfermería desde 1899 hasta 1919. : 141  Ella enseñó a más de 300 enfermeras y casi a la misma cantidad de parteras en la Escuela de Enfermería de la Sociedad de Socorro en 1915. La escuela se suspendió en 1924 debido a las objeciones de la Oficina de Calificación de la Escuela de Capacitación del Hospital Nacional.
En 1888, Roberts fue una de las fundadoras de una de las primeras revistas médicas en Utah, Salt Lake Sanitarian, con su esposo Milford Shipp y Ellis Reynolds Shipp. Los tres se desempeñaron como editores de la revista, pero la revista solo duró tres años, posiblemente debido a la disputa entre Roberts y Milford Shipp. : 373 
Roberts también fue miembro del Club de Autores. Como parte de su trabajo con la Asociación de Mejoramiento Mutuo de las Damas Jóvenes, dio conferencias a las mujeres jóvenes de Utah.
Roberts murió el 13 de marzo de 1926 en Brooklyn, condado de Kings, Nueva York, y fue enterrada en Salt Lake City.

## Vida personal

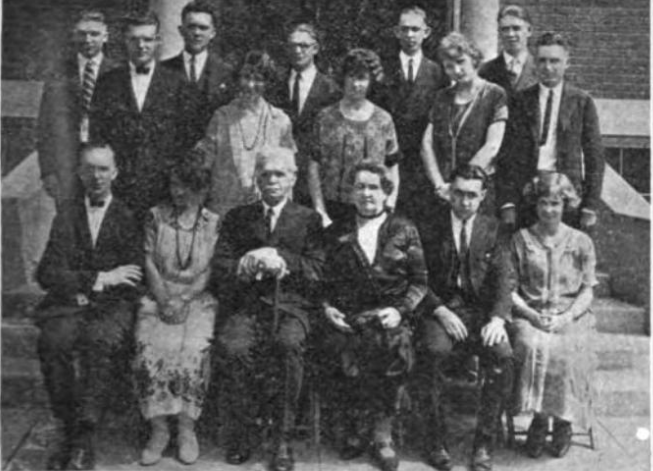
Margaret C. Roberts (primera fila, tercera desde la derecha) en la Misión de los Estados del Este.

A los 21 años, Roberts se casó con Milford Bard Shipp el 31 de diciembre de 1867, convirtiéndose en su segunda esposa (la primera fue Ellis Reynolds Shipp). : 139 Después de su matrimonio con Roberts, Milford Shipp también se casó con Elizabeth Hillstead en 1871 y Mary Smith en 1873. Con Milford Shipp, Roberts tuvo nueve hijos, aunque solo tres llegaron a la edad adulta. Debido a su lucha con la muerte prematura de sus hijos y la falta de apoyo de Milford Shipp, Roberts acudió a Wilford Woodruff, presidente de la Iglesia SUD en ese momento, para cancelar su matrimonio oficialmente el 15 de junio de 1888. : 141 
Después de cancelar su matrimonio con Milford Shipp, Roberts conoció y se casó B. H. Roberts. La fecha del matrimonio de Roberts con B. H. Roberts se cuestiona porque no hay registros de matrimonio, pero la mayoría de los estudiosos están de acuerdo en que se casaron después del Manifiesto de 1890, la declaración que desaconseja oficialmente cualquier futuro matrimonio plural en la Iglesia SUD. : 142 B. H. Roberts fue elegido congresista demócrata por el distrito general de Utah, sin embargo, la Cámara de Representantes de los Estados Unidos se negó a otorgarle un escaño debido a su matrimonio polígamo. No tuvieron hijos juntos. En 1922, B. H. Roberts fue llamado para ser el presidente de la Misión de los Estados del Este y Margaret se mudó con él. Fue instructora en la Escuela de la Misión y dio conferencias sobre anatomía humana, fisiología e higiene. Después de la muerte de su primera esposa legal, Margaret se casó civilmente con B. H. Roberts en Chicago el 9 de noviembre de 1923.